# العقلة (ملحان)

تعديل مصدري - تعديل

العقلة هي إحدى قرى عزلة بني العصيفري بمديرية ملحان التابعة لمحافظة المحويت، بلغ تعداد سكانها 92 نسمة حسب تعداد اليمن لعام 2004.